# Buianiv, Jîdaciv
Buianiv (în ucraineană Буянів) este un sat în comuna Melnîci din raionul Jîdaciv, regiunea Liov, Ucraina.

## Demografie
Componența lingvistică a localității Buianiv
     Ucraineană (100%)
Conform recensământului din 2001, toată populația localității Buianiv era vorbitoare de ucraineană (100%).